# Dselect
 (septembre 2024).
Si vous disposez d'ouvrages ou d'articles de référence ou si vous connaissez des sites web de qualité traitant du thème abordé ici, merci de compléter l'article en donnant les références utiles à sa vérifiabilité et en les liant à la section « Notes et références ».
dselect est un programme informatique utilisé pour gérer les paquetages dans le système d'exploitation Debian.
Cette interface en mode texte à dpkg a été développée en 1994 par Ian Jackson.
Précurseur de APT et aptitude, elle tend à être progressivement remplacée par ces derniers.
En effet : elle est peu intuitive et la gestion des dépendances pose parfois problème.
De nouvelles versions continuent tout de même à être publiés fréquemment.